# Pragmàtica Sanció de 1567
La Pragmàtica Sanció de 1567 o Pragmàtica antimorisca va ser un edicte reial en forma de pragmàtica sanció concebuda per l'Inquisidor general Diego de Espinosa i el rei Felip II de Castella. El dia de cap d'any de 1567, Pedro de Deza, president de la Reial Cancelleria de Granada, el va proclamar i va començar a fer-lo complir. La resistència a la pragmàtica va desencadenar la Rebel·lió de les Alpujarras de 1568-1571.
El propòsit de l'edicte era que els moriscs deixessin la seva manera de viure i les costums mores per convertir-se en espanyols catòlics de fet. Sota la nova llei, els moriscs del regne de Granada tenien l'obligació d'aprendre castellà en un termini de tres anys, un cop passats, es consideraria un crim parlar, llegir o escriure en llengua àrab. També se'ls requeria abandonar els seus antics costums, els noms àrabs i les cerimònies. A més, se'ls prohibia l'ús dels banys (en els quals es practicaven ablucions), de fet, els banys de l'Alhambra van ser retirats.
S'han proposat diverses teories per explicar la pressió estatal sobre la població morisca: l'Imperi Otomà i els seus aliats nord-africans buscaven contínuament debilitar el poder imperial espanyol. A vegades la població morisca hi havia col·laborat, militarment o amb espies, per la qual cosa les autoritats temien una invasió musulmana amb Granada com a pont. Es considera un intent d'assimilació final de la població àrab després de la conquesta de Granada el 1492, ja que el 1560 la població morisca (150.000) encara era major que la cristiana (125.000). Finalment l'existència de bandolers moriscs, els quals com en el cas d'Andalusia (coneguts com a monfíes) atacaven obertament a la població cristiana. També tenia l'objectiu principal d'homogeneïtzar la societat de l'Estat Modern que estava forjant la Monarquia Hispànica.